# Lucien Lafont de Sentenac
Pour les articles homonymes, voir Sentenac.
Lucien Lafont de Sentenac, né le 11 juillet 1893 à Toulouse et mort le 28 avril 1986 à Pamiers, est un officier des Haras nationaux.

## Biographie

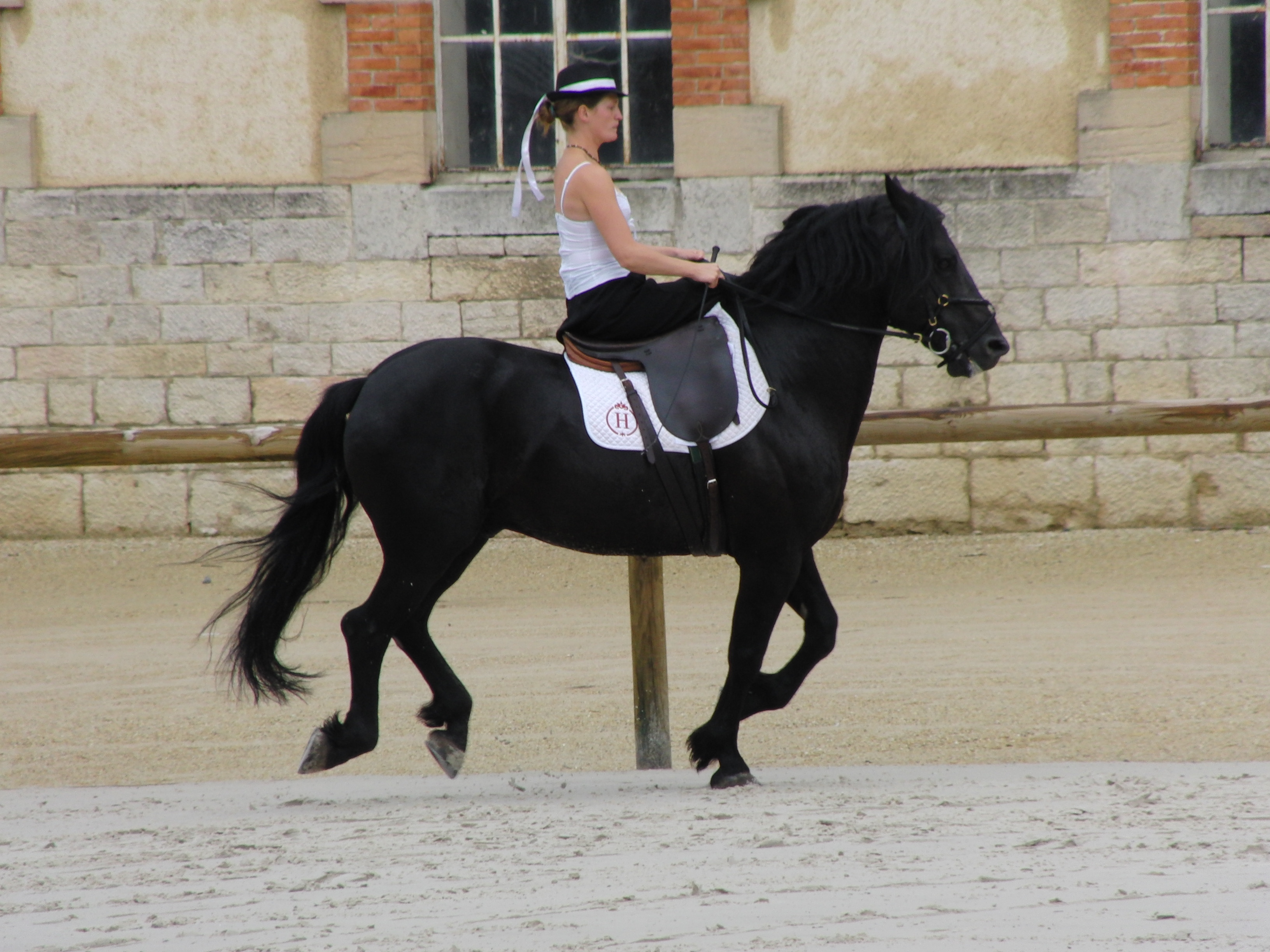
Présentation d'un Mérens monté en amazone au haras de Cluny en 2011.

Après des études à l'Institut national agronomique de Paris et une formation au haras du Pin en Normandie, il devient officier des Haras.
Après la Première Guerre mondiale durant laquelle il a reçu la Croix de guerre, il se marie avec sa cousine germaine Marthe Lafont de Sentenac.
À la sortie de la guerre, il est en poste aux haras de Cluny en Saône-et-Loire. Il fut nommé ensuite successivement sous-directeur aux haras de Pau, aux haras de Villeneuve-sur-Lot, et enfin directeur aux haras de Tarbes (1944 à 1970).
Il meurt en 1986 et repose dans la chapelle d'Estaniels, lieu-dit de la commune de La Bastide-de-Sérou, en Ariège.

## Le cheval de Mérens
C'est aux haras de Tarbes qu'il a remis à l'honneur la race de cheval de Mérens, originaire de l'Ariège et alors à très faible effectif. Le petit cheval noir est ainsi devenu un cheval de loisirs diffusé bien au-delà de son berceau originel. Grâce à lui, le mérens a été inscrit au stud book[réf. nécessaire].

## Décoration
- Croix de guerre 1914-1918